# 濮蘭德
約翰·奧特維·坡爾西·布蘭德（英語：John Otway Percy Bland），又譯作濮蘭德，(1863年11月15日—1945年)，英國作家和記者，名字縮寫為J.O.P. Bland。他是 Edward Loftus Bland 主將(1829年–1923年)與 Emma Frances Franks (?年–1894年)的十個孩子之一，布蘭德排行第二。最為知名的是做為一位了解清朝末年的中國政治與歷史的作家，他曾在1883年至1910年間住在中國。當他還在上大學時，一個被安排的職業取代了學業。他的父親安排他進入清末的中國海關總稅務司工作。

## 生平

### 在中國的職業
1883年，布蘭德抵達中國。同年7月1日開始在海關工作直到1896年1月31日，曾服務於漢口、廣州、和北京。1890年，布蘭德娶了一個美國人路易莎·迪爾伯恩·尼克爾斯（?-1864），妻子本來是M. C. Nickels的遺孀。1894年至1896年，成為赫德爵士的私人秘書。1896年，布蘭德從海關辭職，從上海公共租界取得了一個助理秘書長的位置，它管轄著上海公共租界。這最初不是一個繁重的位置，布蘭德開始發展一個平行的事業，成為一個自由職業記者。過去作為一名海關職員時，他被禁止寫新聞文章。但現在，啟動了一個幽默周刊The Rattle，他成為泰晤士报在上海的駐地記者。

### 晚年
1945年6月23日，於英國英格蘭薩福克郡伊普斯威奇，布蘭德過世。

## 著作

### 個人作品
- Lays of Far Cathay，1890年出版。
- Verse and Worse，1902年出版。
- 《北京宮廷年鑒及回憶錄》（Annals and Memories of the Court of Peking），1913年出版。
- 《李鴻章傳》（Li Hung-chang），1917年出版英文版。繁體中文版譯作《李鴻章傳：西人眼中的李鴻章》。